# Chassiecq
Chassiecq település Franciaországban, Charente megyében. Lakosainak száma 148 fő (2022. január 1.). Chassiecq Beaulieu-sur-Sonnette, Champagne-Mouton, Nanteuil-en-Vallée, Saint-Gourson, Turgon és Saint-Sulpice-de-Ruffec községekkel határos.

## Népesség
A település népességének változása:
| Lakosok száma | 262  | 193  | 172  | 168  | 169  | 152  | 143  | 142  | 144  | 148  |
|               | 1968 | 1982 | 1990 | 2006 | 2013 | 2015 | 2017 | 2019 | 2020 | 2022 |